# Irak en los Juegos Olímpicos de Atlanta 1996
Irak estuvo representado en los Juegos Olímpicos de Atlanta 1996 por tres deportistas masculinos que compitieron en tres deportes.
El portador de la bandera en la ceremonia de apertura fue el halterófilo Raed Ahmed. El equipo olímpico iraquí no obtuvo ninguna medalla en estos Juegos.